# Tour International Danubien
Die Tour International Danubien (TID) ist die längste organisierte Kanu- und Ruderwanderfahrt der Welt. Sie wird seit 1956 jährlich auf der Donau veranstaltet. Ausrichter ist ein eingetragener Verein, der die Fahrt unter dem Dach der Kanuverbände der beteiligten Länder durchführt.

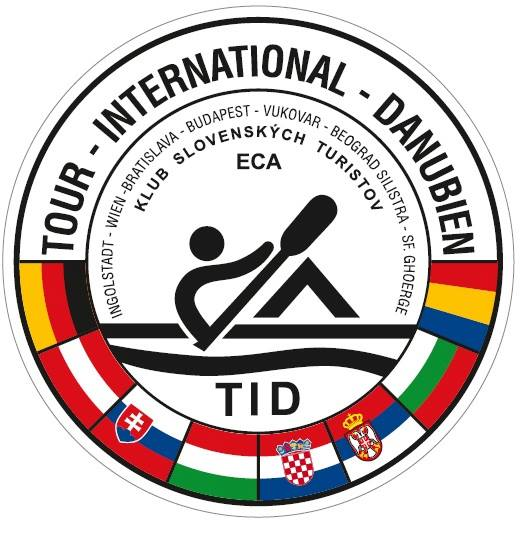
Logo TID (Tour International Danubien)

## Beschreibung
Die erste Donaufahrt (I. TID) fand 1956 als siebentägige Internationale Wanderfahrt auf der Donau statt und führte über eine Strecke vom 222 Kilometer von Bratislava nach Budapest. Bereits 1957 (II. TID) erstreckte sich die Fahrt bis Belgrad. 1959 startete die Tour unter dem Namen IV. Internationale Freundschaftsfahrt der VII. Weltfestspiele der Jugend und Studenten in Wien. 1965 (X. TID) fand der Start der Donaufahrt in Regensburg und damit erstmals in Deutschland statt; sie führte bis Russe.
Die Strecke der TID beginnt seit 1968 (XIII. TID) in Ingolstadt, stets gegen Ende Juni. Sie führt durch die weiteren organisierenden Länder Österreich, Slowakei, Ungarn, Kroatien, Serbien, Bulgarien, sowie Rumänien und endet Mitte September nach 2.516 Kilometern in Sfântu Gheorghe (Rumänien) am Schwarzen Meer. In manchen Jahren wird in Teiletappen auch die obere Donau ab Donaueschingen bis Ingolstadt befahren. Seit der 54. TID 2009 gehört Rumänien offiziell der TID-Organisation an, seit 2012 auch Kroatien.
Die Zahl der Teilnehmer variiert von Jahr zu Jahr und auf den einzelnen Abschnitten, sie liegt im Durchschnitt im unteren dreistelligen Bereich.
Die Zielsetzung der Veranstaltung lag von Beginn an im gegenseitigen Kennenlernen und Verständnis ohne Rücksicht auf politische, weltanschauliche, religiöse oder ethnische Unterschiede. Es sollten vor dem Hintergrund des Ost-West-Konflikts und später auch der Jugoslawienkriege Freundschaften geknüpft, die Solidarität zwischen Wassersportfreunden und Bürgern unterschiedlicher Länder gestärkt und damit Freundschaft und Frieden zwischen den Völkern insbesondere der Donauländer gefördert werden.
Das höchste Gremium, die TID-Konferenz, diskutiert und beschließt Zeitplan, Teilnahmebedingungen, notwendige Maßnahmen und evtl. Satzungsfragen. Ferner entscheidet die Konferenz über die Verleihung der TID-Auszeichnungen. Die offizielle Sprache der TID ist deutsch (Briefwechsel, Protokolle usw.).
Die von Land zu Land unterschiedlich hoch anfallenden Kostenbeiträge verstehen sich als ein symbolischer Beitrag für die Unterstützung der Organisationen, die in jedem Mitgliedsland auf Eigeninitiative und ehrenamtliche Mitarbeiter angewiesen sind.
Die Fahrt kann, nach vorheriger Anmeldung, an allen geplanten Zeltplätzen begonnen und beendet werden. Jeder kann sich den Zeitablauf der einzelnen Tagesetappen frei gestalten. Eine Führung auf dem Wasser findet nicht statt. Es sind Tagesstrecken zwischen 20 und 60 Kilometer zu bewältigen und dies unabhängig von den Witterungsbedingungen (Hitze, Regen, Wind). Gepäck wird üblicherweise im Boot transportiert. Bei gesundheitlichen Beschwerden wird von der Teilnahme abgeraten. Voraussetzung für die Teilnahme ist eine richtig zusammengestellte, komplette und qualitätsgerechte Ausrüstung.